# The Jean Genie
"The Jean Genie" é uma canção do músico britânico David Bowie, originalmente lançada como single em novembro de 1972. Segundo Bowie, a faixa é "um smörgåsbord de americana imaginada", sendo o protagonista inspirado em Iggy Pop e seu título uma alusão ao escritor Jean Genet. É uma das canções mais famosas de Bowie, tendo sido o single principal do álbum Aladdin Sane. Para promover a faixa, foi feito um videoclipe com a atriz Cyrinda Foxe (frequentemente ligada a Andy Warhol). O single alcançou o n°2 nas paradas britânicas.